# .fm
.fm je vrhovna internetska domena (country code top-level domain - ccTLD) za Savezne Države Mikronezije. Domenom upravlja dotFM.
Češće se koristi za stranice koje pripadaju kategoriji: Internet Radio, dakle - na kojima posjetitelji mogu slušati (besplatno ili uz naknadu) internet glazbene radijske kanale.

## Primjeri korištenja
- DI.FM Digitaly Imported internet radio s velikim izborom glazbe
- LAST.FM Milijunski izbor internet radio stanica nastalih praćenjem slušanosti pojedinih pjesama i izvođača

## Vanjske poveznice
- IANA .fm whois informacija  Arhivirana inačica izvorne stranice od 11. listopada 2007. (Wayback Machine)
- Registrirajte .fm domenu

ask:.fm